# Marquesado de Squilache
El marquesado de Squilache, (Esquilache o Squillace) es un título nobiliario español creado el 30 de enero de 1891 por el rey Alfonso XIII a favor de María del Pilar de León y de Gregorio, en memoria del mismo título que ostentó su antepasado Leopoldo de Gregorio y Masnata, marqués de Valle Santoro, y que le fue concedido por el rey Carlos III en 1775 como rey de Sicilia: de hecho la ciudad de Squillace se encuentra allí.
El 5 de marzo de 1910 se le otorgó la grandeza de España vitalicia que fue declarada hereditaria el 26 de enero de 1912, autorizando a designar sucesor.

## Marqueses de Squilache
|                           | Titular                               | Periodo                   |
| Creación por Alfonso XIII | Creación por Alfonso XIII             | Creación por Alfonso XIII |
| ------------------------- | ------------------------------------- | ------------------------- |
| I                         | María del Pilar de León y de Gregorio | 1891-1915                 |
| II                        | Alfonso de Borbón y León              | 1915-1936                 |
| III                       | Alfonso de Borbón y Caralt            | 1951-2018                 |
| IV                        | María de Borbón de Rojas              | 2019-actual titular       |

## Historia de los marqueses de Squilache
- María del Pilar de León y de Gregorio (La Habana, c. 1843-Madrid, 8 de mayo de 1915), I marquesa de Squilache.[2][1] Era hija de Carlos de León y Navarrete y de su primera esposa María del Pilar de Gregorio y Ayanz de Ureta.[2]

Casó en primeras nupcias con Victoriano Díaz de Herrera y Serrano. Contrajo un segundo matrimonio con Antonio Mantilla de los Ríos y Burgos, I marqués de Villamantilla. Casó en terceras nupcias con Martín Larios y Larios. Sin descendientes de ninguno de sus tres matrimonios, le sucedió en 14 de agosto de 1915, por designación, su sobrino, hijo de su hermana, de padre, Felisa de León y Navarro de Balboa, casada con Francisco de Paula de Borbón y Castellví:
- Alfonso de Borbón y León (1893-1936), II marqués de Squilache,[1] gentilhombre grande de España con ejercicio y servidumbre del rey Alfonso XIII.

Casó con María Luisa de Caralt y Mas. Le sucedió, en 2 de marzo de 1951, su hijo:
- Alfonso de Borbón y Caralt (1926-10 de noviembre de 2018), III marqués de Squilache,[1] V marqués de Balboa[3] y ministro plenipotenciario de tercera clase.[4]

Casó, el 7 de enero de 1958, María Teresa de Rojas Roca de Togores, X marquesa del Bosch de Arés, grande de España, XII y XIV marquesa de Beniel, VII condesa de Torrellano y VII condesa de Casa Rojas. En 4 de julio de 2019, le sucedió su hija:
- María de Borbón de Rojas (n. 1958), IV marquesa de Squilache[1][6] y XI marquesa de Bosch de Arés,[5] dos veces grande de España.

Casó, el 10 de abril de 1987, con Ramón José de la Cierva y García-Bermúdez.